# Лозен (Великотирновська область)
Ло́зен (болг. Лозен) — село у Великотирновській області Болгарії. Входить до складу общини Стражиця.

## Населення
За даними перепису населення 2011 року у селі проживали 399 осіб.
Національний склад населення села:
| Національність   | Кількість осіб | Відсоток |
| ---------------- | -------------- | -------- |
| болгари          | 272            | 69,6%    |
| турки            | 57             | 14,6%    |
| цигани           | 0              | 0%       |
| інша             | 3              | 0,8%     |
| не визначились   | 59             | 15,1%    |
| Всього відповіли | 391            |          |

Розподіл населення за віком у 2011 році:
Динаміка населення: